# Polanów
Polanów [pɔˈlanuf'] (tyska: Pollnow, kasjubiska: Pòlnowò) är en småstad i norra Polen, belägen i distriktet Powiat koszaliński i östra delen av Västpommerns vojvodskap. Tätorten har 3 028 invånare (2013) och är centralort i en stads- och landskommun med totalt 9 080 invånare.